# Argao
Argao es un municipio de la provincia de Cebú en Filipinas. Según el censo del 2007, tiene una población de 62,226 personas.

## Barangayes
Argao está administrativamente subdividido en 45 barangayes.
| - Alambijud - Anajao - Apo - Balaas - Balisong - Binlod - Bogo - Butong - Bug-ot - Bulasa - Calagasan - Canbantug - Canbanua - Cansuje - Capio-an | - Casay - Catang - Colawin - Conalum - Guiwanon - Gutlang - Jampang - Jomgao - Lamacan - Langtad - Langub - Lapay - Lengigon - Linut-od - Mabasa | - Mandilikit - Montpellier - Panadtaran - Población - Sua - Sumaguan - Tabayag - Talaga - Talaytay - Talo-ot - Tiguib - Tulang - Tulic - Ubaub - Usmad |